# 5 (Giovanni Truppi)
5 è il primo EP del cantautore italiano Giovanni Truppi, pubblicato da Virgin Records e Universal Music il 31 gennaio 2020.
L'edizione su CD è corredata da un libro, pubblicato da Coconino Press, con cinque storie a fumetti realizzate da Fulvio Risuleo, Antonio Pronostico, Pietro Scarnera, Cristina Portolano, Mara Cerri e Zuzu.

## Tracce
1. Mia (feat. Calcutta) – 3:48
2. Due segreti (feat. La Rappresentante di Lista) – 4:13
3. Conoscersi in una situazione di difficoltà (feat. Niccolò Fabi) – 4:05
4. Procreare (feat. Brunori Sas) – 3:52
5. Il tuo numero di telefono – 4:47